# Provincia di José Manuel Pando
La provincia di José Manuel Pando è una delle venti province in cui è politicamente suddiviso il territorio del dipartimento di La Paz in Bolivia.
Retta amministrativamente dal capoluogo Santiago de Machaca, confina a nord-est con la provincia di Ingavi, ad est e sud-est con la provincia di Pacajes e ad ovest con il Perù.
Il territorio è situato sulle montagne della Bolivia e fa parte della prelatura territoriale di Corocoro.

## Etimologia
Prende il nome da José Manuel Pando Solares, 31º presidente della Bolivia in carica dal 25 ottobre 1899 al 14 agosto 1904.

## Geografia antropica

### Suddivisioni amministrative
La provincia è suddivisa in 2 comuni:
- Catacora
- Santiago de Machaca